# Paul Sigmund Habelmann
Paul Sigmund Habelmann (* 17. Juli 1823 in Berlin; † 20. März 1890 ebenda) war ein deutscher Kupferstecher.

## Leben
Habelmann studierte bei Ludwig Buchhorn und Eduard Mandel an der Berliner Akademie der Künste. Ab 1874 war er Mitglied der Akademie und stellte in den Jahren 1842 bis 1886 mit wenigen Unterbrechungen dort aus. Er fertigte sowohl Kupfer- als auch Stahlstiche, die im Linienstich, in gemischter Manier oder in Mezzotinto gearbeitet sind. Er wurde im Jahr 1886 zum Ehrenmitglied des Berliner Entomologischen Vereins ernannt.
Werke (Auswahl)
- Alexander von Humboldt nach Emma Gaggiotti Richards
- Das Kinderfest nach Ludwig Knaus
- Der Gang nach Emmaus, Christus erscheint der Maria Magdalena, Abschied Christi von seiner Mutter, der Ostermorgen nach Bernhard Plockhorst
- Der Große Kurfürst bei Fehrbellin nach Adolf Eybel
- Der Hauslehrer nach Benjamin Vautier (Linienstich auf Stahl)
- Die Malerei nach Wilhelm von Kaulbach (Linienstich, Neues Museum Berlin)
- Friedrich II. bei der Huldigung der Stände Schlesiens 7. November 1741 nach Adolf Menzel
- Lord Marechal Keith nach Antoine Pesne
- 3 Blatt zum Märchensaal der Völker von Hermann Kletke